# キャンドル・イン・ザ・ウインド

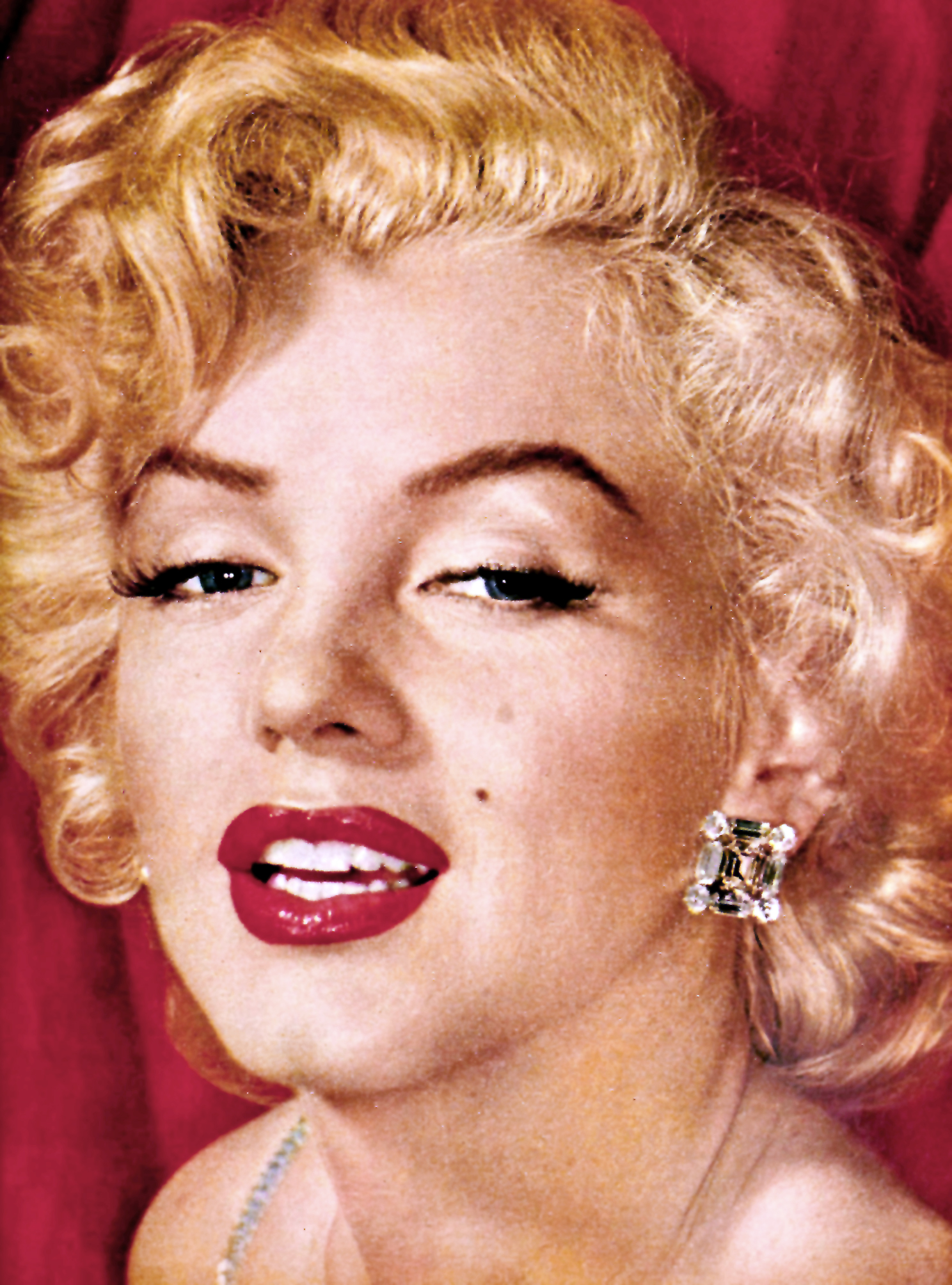
マリリン・モンロー

「キャンドル・イン・ザ・ウインド」（原題：Candle in the Wind）は、エルトン・ジョンの楽曲、またはシングル。別題、「風の中の火のように（孤独な歌手、ノーマ・ジーン）」。
本項では、「キャンドル・イン・ザ・ウインド」のリメイクである「キャンドル・イン・ザ・ウインド 〜ダイアナ元英皇太子妃に捧ぐ」（キャンドル・イン・ザ・ウインド1997）についても解説する。

## 概要
マリリン・モンローへ捧げた曲である。
1973年にオリジナルバージョンがアルバム『黄昏のレンガ路』に収録される。1974年にシングル発売され、全英チャートで最高11位を記録。ただし、このときはアメリカでのシングル発売はなかった。このときの邦題は「風の中の火のように（孤独な歌手、ノーマ・ジーン）」。
1987年にオーストラリアでのライブ音源がアルバム『エルトン・スーパー・ライヴ 〜栄光のモニュメント〜』に収録され、同年にシングルとしても発売される。このときのシングルの邦題は「キャンドル・イン・ザ・ウインド（風の中の火のように）」。全英チャートで最高5位。このバージョンはアメリカでもシングル発売され、Billboard Hot 100で最高6位を記録。

## 1997年リメイク版
「キャンドル・イン・ザ・ウインド 〜ダイアナ元英皇太子妃に捧ぐ」（キャンドル・イン・ザ・ウインド ダイアナもとえいこうたいしひにささぐ、原題：Something About the Way You Look Tonight / Candle in the Wind 1997"（サムシング・アバウト・ザ・ウェイ・ユールック・トゥナイト / キャンドル・イン・ザ・ウインド1997））は、エルトン・ジョンが1997年に発表したシングル。

### 概要
ダイアナ元英皇太子妃への追悼シングル。上記のとおり、元々はマリリン・モンローへ捧げた曲であったが、バーニー・トーピンによって改作され、ダイアナへの追悼曲となった。
ダイアナが亡くなった直後から、イギリス国内のラジオ局は追悼の意味を込め「キャンドル・イン・ザ・ウインド」を流した。それを聞いたエルトンが、当時ロサンゼルス在住だったバーニーに「イギリス国中のラジオ局が自分たちの曲（キャンドル・イン・ザ・ウインド）を流している」と電話で伝えた。バーニーはエルトンからの連絡を、元々マリリン・モンローについて書かれた詞をダイアナのために書き直して欲しいのだと誤解し、ダイアナのために詞を書き直した。しかし、新しい詞はダイアナへ捧げるにふさわしいと二人の意見は一致し、葬儀では新しい詞で歌われることになった。なお、バーニーによる詞の書き直しはわずか2時間で行われたという。

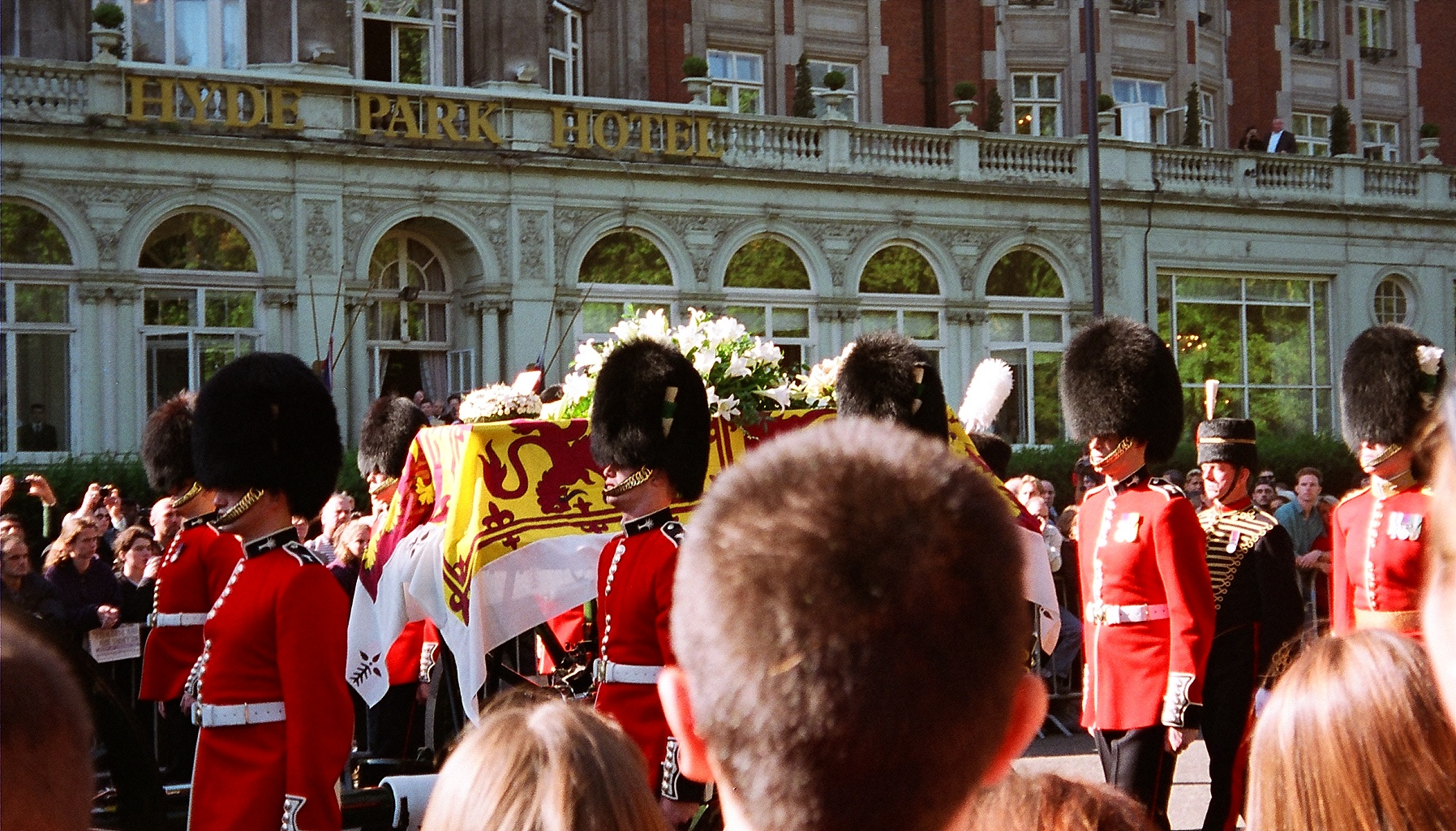
ダイアナ元皇太子妃の葬儀

1997年9月6日に行われたダイアナの葬儀でエルトン・ジョンによって歌われ、その後CD化が発表された。以前から発売を予定していた「サムシング・アバウト・ザ・ウェイ・ユールック・トゥナイト」との両A面シングルとして発売された。
1997年10月9日現在、世界40か国以上で発売され、22か国でチャート1位を獲得している。また原曲版を収録したアルバムも売り上げを伸ばした。
イギリスでは初日に65万8000枚、発売1週目に150万枚、6週間で540万枚を売り上げた。
フランスでは発売翌日までに50万枚を売り上げた。
オーストラリアでは発売当日までに40万枚の注文があったが、発売当日にはその40%しか生産できなかった。
アメリカでは予約枚数870万枚、初回出荷800万枚。サウンドスキャン調べによる全米での1週間の売上枚数は340万枚に達し（さらにサウンドスキャンが集計できなかった売上が50万枚あるともいう）、ホイットニー・ヒューストン「オールウェイズ・ラヴ・ユー」が1992年に記録した63.2万枚を大きく上回った。CDの生産能力が受注に追いつかないほどのヒットとなったため、発売元のA&Mレコードは一時期、CDの注文受付を中止していた。
日本では初回出荷30万枚、発売当日には予約を含めて50万枚が売れ、10月9日までに70万枚を出荷した。日本のオリコン総合シングルチャートでは、セリーヌ・ディオン with クライズラー&カンパニーの「トゥ・ラヴ・ユー・モア」以来約1年9か月ぶりに、洋楽シングルでの1位を獲得。また、ダニエル・ブーンの「ビューティフル・サンデー」以来約21年6か月ぶりに、洋楽シングルでの初登場1位を獲得。オリコン洋楽シングルチャートでは1997年10月6日付から通算11週1位と1997年度の年間1位を獲得。オリコン調べの初動推定売上枚数は18.4万枚を記録し、DREAMS COME TRUEの「WHEREVER YOU ARE」（オリコンでは洋楽シングル扱い）が1994年に記録した18.0万枚を上回った（純粋な洋楽シングルとしてはビリー・ヒューズの「とどかぬ想い」が1991年に記録した7.9万枚が過去の記録）。オリコンによると「メディア等での大量露出により、普段レコードショップに足を運ばない中高年層の購入も目立ち、幅広い層に支持された結果と言える」としている。
カナダではCDセールスチャートであるカナディアン・シングル・チャート（Billboard Canadian Digital Song Sales Chartの前身）で通算46週にわたり1位を獲得した。ただし、カナディアン・シングル・チャートでの長期ランクインは当時のカナダのシングルCD市場の減少によるものであると指摘されており、カナダのチャートでの24か月間の売上は100万枚に過ぎない。
全世界での売上は3300万枚以上に達し、ダイアナ記念基金には2000万ポンド以上が寄付された。1998年1月にはシングルCDのプレスが終了した。
このバージョンはJASRACに「録音禁止著作物」として登録されており、新たな録音／出版は禁止されている。従って他に規定されたシングル／アルバム以外には収録されていない。2015年9月23日発売のコンピレーション・アルバム『ナンバーワン90s ORICON ヒッツ』に収録されたのも1973年版である。

### 収録曲
1. ユー・ルック・トゥナイト
2. キャンドル・イン・ザ・ウインド1997
3. ユー・キャン・メイク・ヒストリー (ヤング・アゲイン)

## カヴァー・ヴァージョン
この楽曲は、様々なアーティストにカヴァーされている。以下に、主なものを記述する。
- サンディ・デニー - アルバム『Rendezvous』（1977年）に収録
- エド・シーラン - アルバム『黄昏のレンガ路』発売40周年記念スーパー・デラックス・エディション（2014年）に収録

## 参照
- バッキンガム宮殿の本当の理由は、エルトン・ジョンがダイアナ妃の葬式で歌うことを望んでいませんでした - Japanese
- ダイアナ元妃の葬儀で演奏したエルトン・ジョン　英王室は当初は懸念　実現させたのは首席司祭の直訴 - amass